# Kaleidoscope (Siouxsie and the Banshees)
| Recensione   | Giudizio |
| ------------ | -------- |
| AllMusic     | [ 1 ]    |
| Melody Maker | buono    |

Kaleidoscope è il terzo album del gruppo musicale britannico Siouxsie and the Banshees, pubblicato il 1º agosto 1980
Nel Regno Unito, Kaleidoscope divenne rapidamente il loro album di maggior successo fino ad allora, salendo al n° 5 della classifica.

## Il disco

### Contesto e musica
A seguito del traumatico abbandono del chitarrista John McKay e del batterista Kenny Morris nel corso del tour promozionale dell'album Join Hands, i membri superstiti, Siouxsie Sioux e Steven Severin, devono reinventarsi una formazione: alla batteria chiamano, Peter Clarke, in arte Budgie. Si rivelerà un acquisto fortunato, poiché egli rimarrà a far parte dei Banshees fino al loro scioglimento, nel 1996. Alla chitarra arriva John McGeoch. Con l'arrivo dei due nuovi musicisti, la band compie una svolta in senso musicale e stupisce i fan con un album più elettronico con una vasta gamma di colori e dai suoni più curati e sofisticati: è l'inizio di una metamorfosi che culminerà con A Kiss in the Dreamhouse del 1982. "Era quasi una band diversa", ha detto Siouxsie. I temi delle canzoni, comunque, sono sempre nel classico stile Banshees, cupi, angoscianti e disturbanti (l'ispirazione per la canzone Christine, ad esempio, venne a Siouxsie, la leader del gruppo, dalla lettura del libro autobiografico di Christine Sizemore, affetta da personalità multiple).
Dopo la partenza dei due membri del gruppo, la band ha raggruppato e reindirizzato il suono per il terzo disco. Partendo dal loro lavoro precedente, i Banshees hanno incorporato sintetizzatori e drum machine per la prima volta. Hanno sperimentato particolarmente musica elettronica su un paio di tracce: l'elettro-dance minimalista di Red Light e il suggestivo pezzo basato sul sintetizzatore Lunar Camel. L'album contiene anche quella che potrebbe essere descritta come una ballata, Desert Kisses. Kaleidoscope ha segnato l'esordio del chitarrista John McGeoch e del nuovo batterista Budgie. Siouxsie l'ha visto "come una nuova prospettiva di vita". Le canzoni erano state presentate presso gli studi della Warner Chappell solo con basso e sintetizzatore suonati da Siouxsie e Steven Severin. Dopo il tour del 1979, a Siouxsie era stato ordinato da parte dei medici di prendere un mese di riposo: ha impiegato questo tempo per imparare la chitarra e a comporre musica per la prima volta.

### Pubblicazione e critica
Kaleidoscope è stato pubblicato il 1º agosto 1980 dalla casa discografica Polydor. L'album raggiunse la posizione n. 5 delle classifiche britanniche, la posizione più alta per la band fino a quel momento; i singoli di successo estratti furono Happy House (pubblicato il 7 marzo 1980, raggiunse la posizione n. 17 delle classifiche) e Christine (pubblicato il 30 maggio 1980, posizione n. 24).
Il 29 maggio 2006 la Polydor pubblicò una versione deluxe rimasterizzata dell'album su doppio CD: nel primo vi era l'album originale, nel secondo demo e rarità.
L'accoglienza da parte della critica è stata positiva. Paolo Hewitt del Melody Maker ha elogiato l'album, qualificando Paradise Place e Skin come "classici pezzi dei Banshees. Ipnotico, incalzante e incisivo, entrambe ospitano Steve Jones alla chitarra, rivelando un lato finora sconosciuto del (S)ex-Pistol". Il lavoro sui singoli Happy House e Christine è stato anche acclamato poco dopo la pubblicazione da parte dei contemporanei The Jam; il cantautore Paul Weller ha detto che entrambe le canzoni hanno usato "alcuni suoni inusuali", mentre il batterista Rick Buckler li qualifica come "innovativi".

### Lascito
Kaleidoscope ha successivamente influenzato molti musicisti acclamati dalla critica. In un'intervista del 1985 con Steve Sutherland, il leader dei Cure Robert Smith ha citato l'album quando descrive The Head on the Door: "Mi ricorda l'album Kaleidoscope, l'idea di avere un sacco di suoni diversi, colori differenti".
I Radiohead hanno dichiarato in un'intervista del 2008 che avevano provato Happy House prima di andare in tour.
Bobby Gillespie dei Primal Scream è stato ispirato sia da Happy House che da Christine, perché erano canzoni pop con materia dark. Ha dichiarato: "Questa è l'idea, sì, di utilizzare il modo convenzionale per costruire una canzone pop e comunicare ciò che provo per il mondo e i miei rapporti. È una svolta che lo rende più dark di quello che sembra. Quando stavamo crescendo.. , Siouxsie and the Banshees stavano facendo questo tipo di cose, entravano nelle classifiche con canzoni che parlavano di manicomi! Happy House? Era quasi al fottuto numero 10 delle classifiche! "Christine, the strawberry girl, Christine, banana split lady"-stavano scrivendo su una ragazza con la schizofrenia! Erano sulle riviste pop e in TV! Stavano tutto il giorno sulla radio. È fottutamente sovversivo! Erano estranei che portano soggetti estranei alla tendenza di massa".
Santigold ha preso ispirazione dalla canzone Red Light, spiegando, "My Superman è un'interpolazione di una canzone di Siouxsie Sioux, Red Light. Amo la sua canzone e mi piace questa canzone". Santigold in seguito ha anche campionato un'altra canzone da Kaleidoscope, Lunar Camel, sull'album di remix Top Ranking: A Diplo Dub. Jeremy Jay ha fatto una cover della stessa canzone sull'EP Airwalker.
Kaleidoscope è stato elogiato anche dal cantante dei Suede, Brett Anderson. Andy Bell degli Erasure l'ha citato come uno dei suoi preferiti.
Shirley Manson leader del gruppo Garbage, ha dichiarato che ascoltando questo album da adolescente ha imparato a cantare e che la figura di Siouxsie Sioux l'ha ispirata a mettere su una band.

## Tracce
Testi di Sioux, musiche di Sioux, Severin, tranne ove indicato.
Lato 1
1. Happy House - 3:53 [*]
2. Tenant - 3:41
3. Trophy - 3:16 [*] (musica: Sioux, Severin, McGeoch)
4. Hybrid - 5:32 [*]
5. Clockface - 1:53 [#]
6. Lunar Camel - 3:01

Lato 2
1. Christine - 2:59 [*] (testo: Severin)
2. Desert Kisses - 4:15 [*]
3. Red Light - 3:22 (testo: Severin)
4. Paradise Place - 4:34 [#]
5. Skin - 3:51 [#]

Tracce bonus rimasterizzazione CD 2006
1. Christine (Warner Chappell Demo) - 2:02
2. Eve White/Eve Black (Warner Chappell Demo) - 1:59
3. Arabia (Lunar Camel Warner Chappell Demo) - 2:54
4. Sitting Room (Warner Chappell Demo Unreleased Track) - 1:26
5. Paradise Place (Warner Chappell Demo) - 2:28
6. Desert Kisses (Polydor Demo) - 4:23
7. Hybrid (Polydor Demo) - 5:43
8. Happy House (Polydor Demo) - 5:26
9. Israel (7" A-Side) - 5:00

## Formazione
- Siouxsie Sioux - voce, chitarra acustica e ritmica, cimbalini a dita, melodica
- Steven Severin - basso, chitarra elettrica, sitar elettrico, rhythm box, pianoforte, sintetizzatore, voce
- Budgie - batteria, armonica a bocca, basso, voce
- John McGeoch - chitarra elettrica in [*], sassofono, chitarra a 12 corde, farfisa, sitar, sintetizzatore

### Altri musicisti
- Steve Jones - chitarra elettrica in [#]
- The Sirens - coro in Desert Kisses

### Produzione
- Nigel Gray - produzione
- Rob O'Connor - direzione artistica
- Rose Harrison - illustrazione
- Joe Lyons - fotografia (della copertina)